# HMS Arrow (H42)
HMS Arrow (H42) là một tàu khu trục lớp A của Hải quân Hoàng gia Anh Quốc. Nó đã phục vụ trong Chiến tranh Thế giới thứ hai cho đến khi bị hư hại vào năm 1943 do vụ nổ của một tàu chở đạn neo đậu lân cận, và được cho ngừng hoạt động.

## Thiết kế và chế tạo
Arrow được đặt hàng vào ngày 6 tháng 3 năm 1928 tại xưởng tàu của hãng Vickers-Armstrongs ở Barrow-in-Furness trong khuôn khổ Kế hoạch Hải quân 1927. Nó được đặt lườn vào ngày 20 tháng 8 năm 1928, được hạ thủy một năm sau đó vào ngày 22 tháng 8 năm 1929 và đưa ra hoạt động vào ngày 14 tháng 4 năm 1930. Arrow được cộng đồng cư dân Blackwell, Derbyshire đỡ đầu vào tháng 2 năm 1942 sau một cuộc vận động gây quỹ Tiết kiệm Quốc gia trong Tuần lễ Tàu chiến thành công.

## Lịch sử hoạt động

### Vai trò hộ tống
Khi Chiến tranh Thế giới thứ hai nổ ra, Arrow được bố trí đến Portland trong thành phần Chi hạm đội Khu trục 18 cho nhiệm vụ tuần tra chống tàu ngầm và bảo vệ các đoàn tàu vận tải, một vai trò mà nó đảm trách cho đến tháng 10 năm 1939. Vào ngày 24 tháng 10, nó đi vào Xưởng tàu Devonport sửa chữa những khiếm khuyết của turbine; công việc kéo dài cho đến tháng 12 và nó quay trở lại phục vụ vào tháng 1 năm 1940. Arrow được điều về Chi hạm đội Khu trục 16 tại Portsmouth vào ngày 10 tháng 1 sau khi hoàn tất việc chạy thử máy sau sửa chữa, và vào ngày hôm sau được cho tách ra cùng các tàu chị em Achates và Anthony để hộ tống thiết giáp hạm Royal Sovereign trong một phần chuyến đi của nó đến Halifax bảo vệ các đoàn tàu vận tải. Arrow được cho tách ra vào ngày 30 tháng 1 để quay về Devonport sửa chữa hệ thống động lực.

### Na Uy
Việc sửa chữa kéo dài cho đến tháng 3, và vào ngày 10 tháng 3 nó tiếp nối nhiệm vụ bảo vệ các đoàn tàu vận tải tại eo biển Anh Quốc và khu vực Tiếp cận phía Tây. Arrow được sang Chi hạm đội Khu trục 12 trực thuộc Hạm đội Nhà vào tháng 4 với nhiệm vụ hỗ trợ các hoạt động quân sự tiếp theo sau cuộc đổ bộ lực lượng Đồng Minh xuống Na Uy, sau khi Đức xâm chiếm nước này. Nó lên đường đi Rosyth, và vào ngày 16 tháng 4 đã nhận lên tàu binh lính và hàng tiếp liệu để dự định chuyển đến Namsos thuộc Na Uy. Nó lên đường cùng với tàu chị em Acheron vào ngày 17 tháng 4, và đến ngày 19 tháng 4 đã đổ bộ binh lính và tiếp liệu lên Åndalsnes thay vì Namsos. Khi hoàn thành nhiệm vụ, nó quay trở về Rosyth; rồi đến ngày 24 tháng 4 lại lên đường cùng với các tàu tuần dương Birmingham và York cùng các tàu khu trục Acheron và Griffin chuyển thêm nhiều binh lính và tiếp liệu đến Åndalsnes. Chúng cho đổ bộ vào ngày 25 tháng 4, và đến ngày 26 tháng 4 đã lên đường từ để đối đầu với các tàu đánh cá Đức ngụy trang như những tàu của Hà Lan, nhưng bị cho là được bố trí trinh sát phía trước cho các tàu vận chuyển lực lượng tăng viện cho đối phương. Arrow đã đối đầu với tàu đánh cá Schelswig (Schiff 37), nhưng mắc tai nạn bị Birmingham húc phải trong lúc cơ động. Nó bị hư hại nặng về cấu trúc và bị buộc phải rút lui khỏi hoạt động tác chiến. Chiếc tàu khu trục quay trở về Anh vào ngày 27 tháng 4, được tàu chị em Acheron hộ tống, và đi vào một xưởng tàu tư nhân ở Middlesbrough vào ngày 29 tháng 4 để sửa chữa.
Arrow quay trở lại hoạt động vào ngày 13 tháng 5 và tham gia trở lại các hoạt động ngoài khơi Na Uy vào ngày 14 tháng 5. Nó đã vớt 80 người sống sót từ các con tàu Na Uy bị máy bay Không quân Đức đánh chìm trong lúc chở người tị nạn đến quần đảo Faroe. Vào ngày 29 tháng 4, nó được bố trí cùng các tàu khu trục Echo, Firedrake, Havelock và Vanoc để triệt thoái lực lượng khỏi Mo và Bodø. Số binh lính này được chuyển đến Harstad chuẩn bị cho cuộc triệt thoái cuối cùng khỏi Na Uy. Arrow tiếp tục hoạt động ngoài khơi Na Uy cho đến tháng 6; và vào ngày 7 tháng 6, như một phần của Chiến dịch Alphabet, nó hộ tống một đoàn tàu vận tải chậm khởi hành từ Harstad với Stork và mười tàu đánh cá. Chúng đi về đến Anh, nơi Arrow quay trở lại nhiệm vụ cùng chi hạm đội khu trục. Sau đó nó khởi hành đi Nore, và vào ngày 26 tháng 6 trải qua một đợt tái trang bị tại Sheerness, bao gồm việc cải thiện hỏa lực phòng không của con tàu.

### Khu vực Tiếp cận phía Tây
Arrow quay trở lại hoạt động cùng Chi hạm đội Khu trục 16 tại Harwich vào ngày 4 tháng 7, thực hiện các nhiệm vụ tuần tra chống xâm nhập và bảo vệ các đoàn tàu vận tải ngoài khơi bờ biển Đại Tây Dương. Đến ngày 24 tháng 7 nó được điều sang lực lượng Tiếp cận phía Tây đặt căn cứ tại Greenock, được giao nhiệm vụ bảo vệ các đoàn tàu vận tải tại hướng Tiếp cận phía Tây Bắc, và vào ngày 16 tháng 8 đã cùng với tàu chị em Achates tấn công một tàu ngầm U-boat bị chiếc tàu buôn tuần dương vũ trang Cheshire phát hiện. Vào ngày 27 tháng 8, chiếc tàu khu trục cứu vớt những người sống sót từ một tàu hơi nước Hy Lạp, rồi đến ngày 13 tháng 9 nó lại vớt những người sống sót từ chiếc tàu Hy Lạp SS Poseidon. Vào ngày 8 tháng 10, Arrow tham gia đoàn tàu vận tải quân sự WS-3 từ Clyde như một tàu hộ tống cùng với tàu tuần dương Kenya và các tàu khu trục Achates, Sabre và Vancouver, bảo vệ cho đoàn tàu vận tải băng qua khu vực Tiếp cận phía Tây Bắc.
Vào ngày 13 tháng 11, Arrow cứu vớt những người sống sót từ chiếc SS Empire Hind, vốn bị đánh chìm do không kích trên biển Bắc Đại Tây Dương. Đến ngày 14 tháng 11 nó trợ giúp cho tàu chở dầu MV San Demetrio tại khu vực ngoài khơi Achill Head, và đã hộ tống nó đi đến Clyde. San Demetrio đã bị tàu tuần dương Đức Admiral Hipper tấn công vào ngày 5 tháng 11 và thoạt tiên phải bỏ con tàu đang bốc cháy, nhưng sau đó thủy thủ đã quay trở lại tàu cứu lấy số hàng quý giá. Chúng đi đến Clyde vào ngày 16 tháng 10, nơi Arrow được sửa chữa tại xưởng tàu Barclay Curle vào ngày hôm sau khắc phục những hỏng hóc động cơ. Nó chỉ quay trở lại hoạt động vào ngày 14 tháng 1 năm 1941, khi Arrow gia nhập trở lại Hạm đội Nhà, và được phân về Chi hạm đội Khu trục 3 vào ngày hôm sau cho nhiệm vụ bảo vệ đoàn tàu vận tải chống tàu ngầm. Sang tháng 2, nó được bố trí đến khu vực Tiếp cận Tây Bắc và Bắc Hải hộ tống các đoàn tàu vận tải Iceland từ Aberdeen, Scapa Flow và Clyde.

### Sửa chữa và trúng thủy lôi
Arrow gia nhập đoàn tàu vận tải WS-7 tại Clyde vào ngày 24 tháng 3 trong thành phần hộ tống cùng với thiết giáp hạm Nelson trong chặng đường vượt Đại Tây Dương đến Freetown. Nó và Nelson được cho tách ra vào ngày 4 tháng 4 để quay về Scapa Flow. Vào lúc này, chiếc tàu khu trục phát sinh những trục trặc về nồi hơi buộc phải quan tâm. Nó đi vào Chatham ngày 2 tháng 5 để sửa chữa thay ống nồi hơi; công việc hoàn tất vào tháng 6 và nó lên đường gia nhập trở lại hạm đội. Vào ngày 21 tháng 6, trên đường đi Scapa Flow, nó làm kích nổ một quả thủy lôi ngoài khơi Flamborough Head và phải đi đến Middlesbrough chỉ với một nồi hơi hoạt động. Nó được đưa vào xưởng tàu Smiths Dock vào ngày 22 tháng 6 để sửa chữa, vốn kéo dài cho đến tháng 10, bao gồm sửa chữa bệ động cơ và thay thế các vách ngăn. Trong giai đoạn này nó được chọn để phục vụ ở vùng biển nước ngoài, và sau khi hoàn tất việc sửa chữa nó được chuẩn bị để phục vụ tại khu vực Đông Địa Trung Hải.

### Chuyển sang Địa Trung Hải
Vào ngày 18 tháng 11, Arrow cùng các tàu khu trục Gurkha, Zulu, Nestor và Foxhound đã hộ tống cho tàu tuần dương Dido trong hành trình đi Gibraltar, đến nơi vào ngày 21 tháng 11. Chúng lên đường ngay ngày hôm sau nhắm đến Malta, và đến nơi vào ngày 24 tháng 11. Sang ngày 26 tháng 11 chúng gia nhập cùng tàu tuần dương Ajax và các tàu khu trục Lance và Lively như lực lượng hộ tống cho đoàn tàu vận tải ME-8 đi đến Alexandria. Các con tàu đến nơi vào ngày 29 tháng 11, nơi Arrow và các tàu hộ tống gia nhập Hạm đội Địa Trung Hải.
Arrow được bố trí hoạt động từ Alexandria vào tháng 1 năm 1942, nơi mà vào ngày 12 tháng 1 nó trở thành mục tiêu của một cuộc tấn công bất thành bởi tàu ngầm đối phương; nó sau đó cùng với tàu khu trục Hero truy tìm kẻ tấn công nhưng không kết quả. Vào ngày 24 tháng 1 nó tham gia lực lượng hộ tống cho đoàn tàu vận tải MF-4 đi Malta; rồi lại khởi hành quay về Alexandria vào ngày 26 tháng 1 sau khi nhiệm vụ bảo vệ chiếc được bàn giao tàu tuần dương Penelope cùng các tàu khu trục Lively, Legion, Maori và Zulu thuộc Lực lượng H. Arrow tiến hành lượt quay trở lại vào ngày 27 tháng 1 cùng với Lực lượng B hộ tống cho đoàn tàu vận tải ME-4, vốn đến từ Malta cùng Lực lượng K. Arrow và đoàn tàu vận tải về đến Alexandria vào ngày 28 tháng 1.
Vào ngày 12 tháng 2, nó gia nhập lực lượng hộ tống cho các tàu tuần dương Naiad, Dido và Euryalus vốn còn bao gồm các tàu khu trục Griffin, Hasty, Havock, Jaguar, Jervis, Kelvin và Kipling, để làm nhiệm vụ bảo vệ cho các đoàn tàu vận tải MW-9 và MW-9A đi qua khu vực Đông Địa Trung Hải. Chúng phải chịu đựng các đợt không kích ác liệt và dai dẵng trong ngày 13 tháng 2 khiến bị hư hại nặng và phải được hộ tống đến Tobruk. Cuộc không kích kéo dài sang suốt ngày 14 tháng 2 khiến phải đánh đắm chiếc SS Clan Chattan sau khi nó bị bốc cháy. Lực lượng hộ tống sau đó bàn giao lại nhiếm vụ bảo vệ đoàn tàu MW-9 cho Lực lượng K vốn đưa các tàu buôn đến Malta, rồi tiếp nhận trách nhiệm hộ tống HMS Breconshire và ba tàu buôn thuộc đoàn tàu ME-10 từ Lực lượng K để bảo vệ chúng đi đến Alexandria. Chúng về đến cảng vào ngày 15 tháng 2. Sang tháng 3, Arrow được điều sang Ấn Độ Dương tăng cường cho Hạm đội Đông.

### Hạm đội Đông
Arrow gia nhập Hạm đội Đông tại Gan vào ngày 4 tháng 4, nơi nó được bố trí trong thành phần hộ tống cho các thiết giáp hạm Ramillies, Royal Sovereign, Resolution và Revenge, tàu sân bay Hermes, các tàu tuần dương Caledon, Dragon và HNLMS Jacob van Heemskerk cùng các tàu khu trục Fortune, Griffin, HMAS Norman, HMAS Vampire, Decoy, Scout và HNLMS Isaac Sweers như là Lực lượng B. Arrow được điều động sang Lực lượng B vào ngày 6 tháng 4 tại Kilindini sau khi Hải quân Nhật tấn công Ceylon và đánh chìm Hermes. Nó được phân công bảo vệ chống tàu ngầm cho các đoàn tàu vận tải đi lại giữa Madagascar và mũi Hảo Vọng. Chiếc tàu khu trục được rút khỏi hoạt động vào ngày 20 tháng 5 sau khi mắc phải một loạt các hỏng hóc, và được đưa đến Durban vào ngày 21 tháng 5 để sửa chữa.
Nó hoạt động trở lại vào ngày 2 tháng 7, trải qua tháng 8 hộ tống các đoàn tàu vận tải đi lại giữa Madagascar và mũi Hảo Vọng. Đến tháng 9 nó được huy động vào cuộc chiếm đóng cuối cùng tại Madagascar, cùng với Active, Blackmore và Inconstant thuộc Đội khu trục 1 của Lực lượng M. Vào ngày 9 tháng 9, chúng hộ tống các tàu chiến của Lực lượng M và bảo vệ cho cuộc đổ bộ xuống Majunga. Nó được cho tách khỏi nhiệm vụ vào ngày 30 tháng 9 để được chuyển đến Freetown thuộc Tây Phi đảm trách vai trò bảo vệ đoàn tàu vận tải ở Nam Đại Tây Dương. Chiếc tàu khu trục nhận nhiệm vụ trong tháng 10, và vào ngày 8 tháng 10 đã được bố trí ngoài khơi Cape Town cùng với Active và Foxhound trong hoạt động tuần tra truy lùng tàu ngầm và cứu vớt những người sống sót từ các tàu buôn bị đánh đắm. Arrow lại được rút khỏi hoạt động thường trực vào tháng 11 do những khiếm khuyết về động cơ cứ tái diễn; nó quay trở về Anh và được sửa chữa tại một xưởng tàu thương mại ở Middlesbrough từ ngày 18 tháng 11. Công việc này kéo dài cho đến tháng 3 năm 1943, và nó đi đến Scapa Flow vào ngày 26 tháng 3 để chạy thử máy. Nó va phải đê nổi phòng vệ vào ngày 10 tháng 4 trong khi chạy thử máy và phải đi đến London vào ngày 11 tháng 4 để sửa chữa tại ụ tàu của hãng Green and Silley Weir ở Blackwall. Việc sửa chữa kéo dài cho đến tháng 5, khi nó quay trở lại Scapa Flow vào ngày 30 tháng 5 để chạy thử máy.

### Gibraltar và Sicilia
Bắt đầu chạy thử máy vào ngày 3 tháng 6, Arrow được phân về Chi hạm đội Khu trục 13 tại Gibraltar. Công việc hoàn tất vào ngày 14 tháng 6, và đến ngày 21 tháng 6 nó gia nhập cùng các tàu khu trục Blankney, Blencathra, Brecon, Brissenden, Hambledon, Ledbury, Mendip, Viscount, Wallace, Witherington và Woolston tại Clyde như lực lượng hộ tống cho các đoàn tàu vận tải kết hợp KMF-17 đến Gibraltar và đoàn tàu WS-31 đến Trung Đông và Ấn Độ. Arrow được cho tách ra cùng với các con tàu thuộc đoàn tàu KMF-17 vào ngày 26 tháng 6 khi các tàu khu trục hộ tống cho đoàn tàu WS-31 đi Freetown đến từ Gibraltar. Sau đó nó hộ tống các con tàu thuộc đoàn tàu KMF-17 đi Gibraltar với cùng những chiếc tàu khu trục trên, rồi gia nhập trở lại chi hạm đội khi đến nơi. Vào tháng 7, nó được điều động phục vụ cùng Lực lượng Hỗ trợ Đông trong kế hoạch đổ bộ lên Sicilia. Nó tham gia cuộc đổ bộ vào ngày 10 tháng 7 cùng với lực lượng hỗ trợ, rồi được bố trí hộ tống các đoàn tàu vận tải tiếp liệu tiếp theo sau.

### Hư hại và bị tháo dỡ
Đang khi neo đậu trong cảng Algiers vào ngày 4 tháng 8, Arrow bốc cháy do vụ nổ chiếc tàu buôn SS Fort La Montee. Nó bị hư hại nặng, chịu đựng nhiều thương vong và bị bất động. Nó được kéo đến Gibraltar vào ngày 18 tháng 9 để sửa chữa, công việc sửa chữa tạm thời kéo dài suốt tháng 10 trước khi nó được kéo đến Taranto để được sửa chữa triệt để. Nó rời Gibralta ngày 19 tháng 11, đi đến Taranto ngày 27 tháng 11. Một cuộc khảo sát được tiến hành vào tháng 12 nhằm ước lượng công việc cần làm, và nó được sửa chữa từ tháng 1 đến tháng 9 năm 1944. Vào ngày 17 tháng 10, người ta quyết định dừng công việc sửa chữa và tháo dỡ mọi thiết bị giá trị. Công việc được tiến hành trong tháng 12; và đến tháng 1 năm 1945 nó chỉ là một lườn tàu tại Taranto và tiếp tục tồn tại ở đó cho đến tháng 5 năm 1949, khi nó được tháo dỡ.